# Sreten
Sreten je moško osebno ime.

## Izvor imena
Ime Sreten je različica moškega osebnega imena Srečko.

## Pogostost imena
Po podatkih Statističnega urada Republike Slovenije je bilo na dan 31. decembra 2007 v Sloveniji število moških oseb z imenom Sreten: 66.